# 2018년 아시안 게임 수구 여자
2018년 아시안 게임 남자 수구는 2018년 8월 16일부터 21일까지 인도네시아 자카르타에서 열린다. GBK 수영장에서 경기가 진행된다.

## 일정
| 조 | 조별전 |

| 16일 (목) | 17일 (금) | 18일 (토) | 19일 (일) | 20일 (월) | 21일 (화) | 21일 (화) |
| --------- | --------- | --------- | --------- | --------- | --------- | --------- |
| 조        | 조        |           | 조        | 조        | 조        |           |

## 조 추첨
남자 종목과는 달리 여자 수구 종목에서는 순 리그전으로 치러지기 때문에 별도의 조추첨이 진행되지 않았다.

## 리그전
모든 시간은 현지 시간 (UTC+7) 기준이다.

### 경기진행
| 순위 | 팀             | 경기수 | 승 | 무 | 패 | 득점 | 실점 | 득실차 | 승점 | 결과   |
| ---- | -------------- | ------ | -- | -- | -- | ---- | ---- | ------ | ---- | ------ |
| 1    | 중화인민공화국 | 2      | 2  | 0  | 0  | 23   | 12   | +11    | 4    | 메달권 |
| 2    | 일본           | 2      | 1  | 0  | 1  | 23   | 16   | +7     | 2    | 메달권 |
| 3    | 태국           | 2      | 1  | 0  | 1  | 23   | 19   | +4     | 2    | 메달권 |
| 4    | 카자흐스탄     | 2      | 1  | 0  | 1  | 17   | 15   | +2     | 2    |        |
| 5    | 인도네시아     | 2      | 1  | 0  | 1  | 13   | 23   | -10    | 2    |        |
| 6    | 홍콩           | 2      | 0  | 0  | 2  | 14   | 28   | -14    | 0    |        |

| 2018년 8월 16일 14:30 | 리포트 | 일본                            | 15 – 4 | 인도네시아        | 자카르타 GBK 수영장 심판 스탐팔리야 (CRO), 탄홍분 (SIN) |
| 2018년 8월 16일 14:30 | 리포트 | 쿼터별 점수: 5-2, 2-1, 3-0, 5-1 |        |                   | 자카르타 GBK 수영장 심판 스탐팔리야 (CRO), 탄홍분 (SIN) |
| 2018년 8월 16일 14:30 | 리포트 | 사카누에 4                      | 득점   | 만질리나 외 4명 1 | 자카르타 GBK 수영장 심판 스탐팔리야 (CRO), 탄홍분 (SIN) |

| 2018년 8월 16일 15:50 | 리포트 | 태국                            | 19 – | 홍콩     | 자카르타 GBK 수영장 심판 플러하이브 (AUS), 니스웨이 (CHN) |
| 2018년 8월 16일 15:50 | 리포트 | 쿼터별 점수: 5-1, 3-3, 8-0, 3-2 |      |          | 자카르타 GBK 수영장 심판 플러하이브 (AUS), 니스웨이 (CHN) |
| 2018년 8월 16일 15:50 | 리포트 | 사라이칸 5                      | 득점 | 막리츠 3 | 자카르타 GBK 수영장 심판 플러하이브 (AUS), 니스웨이 (CHN) |

| 2018년 8월 16일 17:10 | 리포트 | 중화인민공화국                  | 11 – 4 | 카자흐스탄 | 자카르타 GBK 수영장 심판 게오르기오스 (GRE), 드라간 (CRO) |
| 2018년 8월 16일 17:10 | 리포트 | 쿼터별 점수: 3-1, 4-1, 2-1, 2-1 |        |            | 자카르타 GBK 수영장 심판 게오르기오스 (GRE), 드라간 (CRO) |
| 2018년 8월 16일 17:10 | 리포트 | 슝둔한, 장징 2                  | 득점   | 로가 2     | 자카르타 GBK 수영장 심판 게오르기오스 (GRE), 드라간 (CRO) |

| 2018년 8월 17일 14:30 | 리포트 | 인도네시아                      | 9 – 8 | 홍콩             | 자카르타 GBK 수영장 심판 다하라 (JPN), 살니첸코 (KAZ) |
| 2018년 8월 17일 14:30 | 리포트 | 쿼터별 점수: 1-3, 1-2, 1-1, 6-2 |       |                  | 자카르타 GBK 수영장 심판 다하라 (JPN), 살니첸코 (KAZ) |
| 2018년 8월 17일 14:30 | 리포트 | 3명 2                           | 득점  | 찬츠팅, 막리츠 4 | 자카르타 GBK 수영장 심판 다하라 (JPN), 살니첸코 (KAZ) |

| 2018년 8월 17일 15:50 | 리포트 | 카자흐스탄                      | 13 – 4 | 태국  | 자카르타 GBK 수영장 심판 탄홍분 (SGP), 스탐팔리야 (CRO) |
| 2018년 8월 17일 15:50 | 리포트 | 쿼터별 점수: 3-3, 2-1, 6-0, 2-0 |        |       | 자카르타 GBK 수영장 심판 탄홍분 (SGP), 스탐팔리야 (CRO) |
| 2018년 8월 17일 15:50 | 리포트 | 미르시나 5                      | 득점   | 4명 1 | 자카르타 GBK 수영장 심판 탄홍분 (SGP), 스탐팔리야 (CRO) |

| 2018년 8월 17일 17:10 | 리포트 | 일본                            | 8 – 12 | 중화인민공화국 | 자카르타 GBK 수영장 심판 플러하이브 (AUS), 스타브리디스 (GRE) |
| 2018년 8월 17일 17:10 | 리포트 | 쿼터별 점수: 0-3, 1-3, 3-2, 4-4 |        |                | 자카르타 GBK 수영장 심판 플러하이브 (AUS), 스타브리디스 (GRE) |
| 2018년 8월 17일 17:10 | 리포트 | 4명 2                           | 득점   | 슝둔한, 장징 3 | 자카르타 GBK 수영장 심판 플러하이브 (AUS), 스타브리디스 (GRE) |

| 2018년 8월 19일 14:30 | 리포트 | 홍콩 | – | 카자흐스탄 | 자카르타 GBK 수영장 |

| 2018년 8월 19일 15:50 | 리포트 | 중화인민공화국 | – | 인도네시아 | 자카르타 GBK 수영장 |

| 2018년 8월 19일 17:10 | 리포트 | 태국 | – | 일본 | 자카르타 GBK 수영장 |

| 2018년 8월 20일 14:30 | 리포트 | 인도네시아 | – | 카자흐스탄 | 자카르타 GBK 수영장 |

| 2018년 8월 20일 15:50 | 리포트 | 일본 | – | 홍콩 | 자카르타 GBK 수영장 |

| 2018년 8월 20일 17:10 | 리포트 | 중화인민공화국 | – | 태국 | 자카르타 GBK 수영장 |

| 2018년 8월 21일 14:30 | 리포트 | 태국 | – | 인도네시아 | 자카르타 GBK 수영장 |

| 2018년 8월 21일 15:50 | 리포트 | 홍콩 | – | 중화인민공화국 | 자카르타 GBK 수영장 |

| 2018년 8월 21일 17:10 | 리포트 | 카자흐스탄 | – | 일본 | 자카르타 GBK 수영장 |

## 메달리스트
| 금메달 | 은메달 | 동메달 |
|        |        |        |